# Ultimate X match

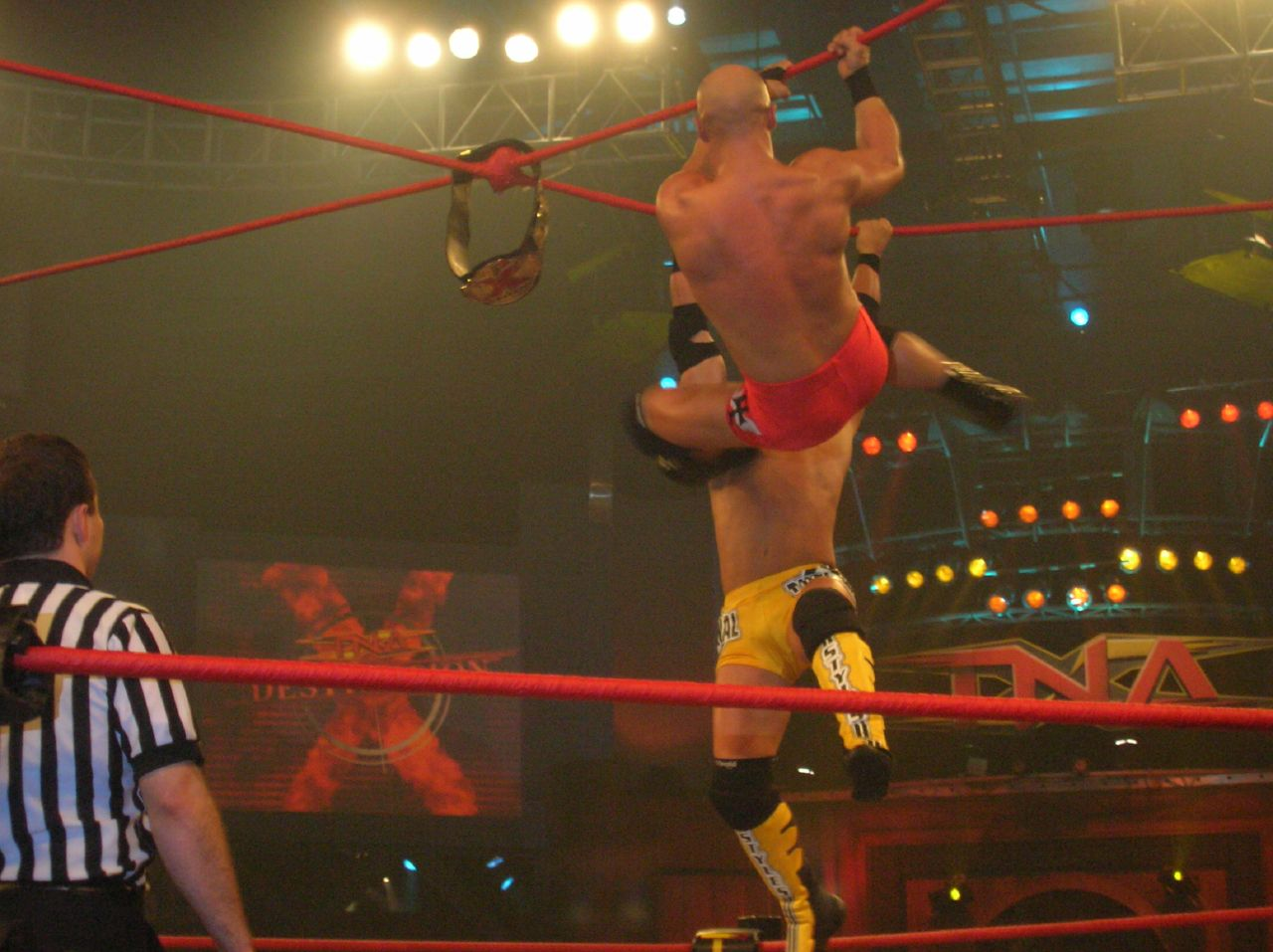
Christopher Daniels i AJ Styles rywalizujący o TNA X Division Championship

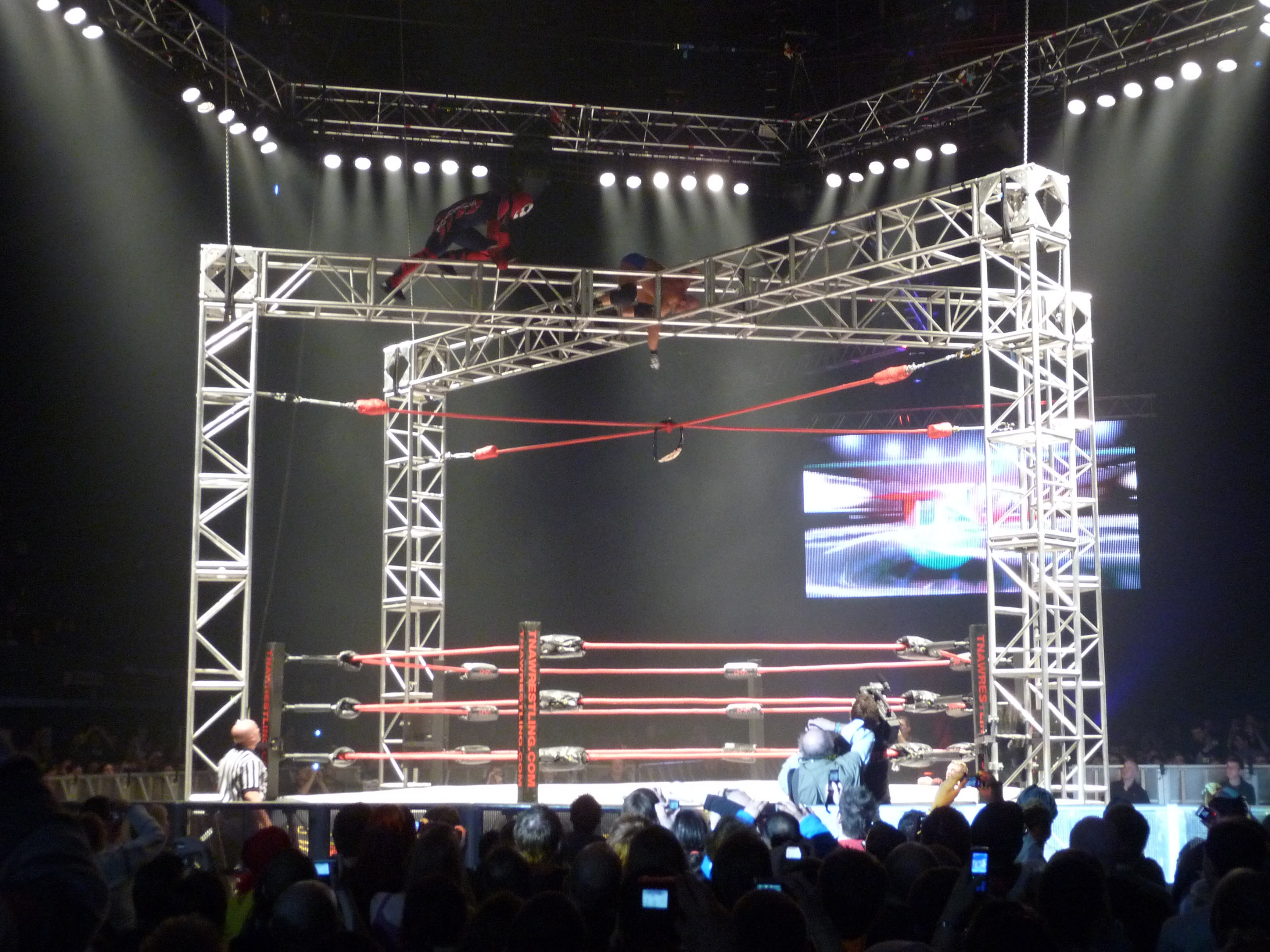
Wygląd konstrukcji używanej w Ultimate X matchu

Ultimate X match – rodzaj pojedynku, który odbywa się wyłącznie w amerykańskiej federacji wrestlingu Impact Wrestling. Mecz ten jest charakterystyczny dla tzw. Dywizji X.

## Charakterystyka meczu

### Specjalna konstrukcja
Ultimate X match wymaga przygotowania odpowiedniego metalowego rusztowania. Jego podstawę stanowią cztery słupy ustawione przy narożnikach ringu, które spięte są dwiema linami krzyżującymi się na środku. Na szczycie słupów umieszczone są dwie poziome belki przecinające się pośrodku, co nadaje im kształt litery X. Całość wykonana jest w ten sposób, aby zawodnicy mogli swobodnie wspinać się na konstrukcję.

### Zasady
Liczba uczestników Ultimate X matchu nie jest określona. Przeważnie rywalizuje w nim od 3 do 4 wrestlerów, choć w przeszłości zdarzały się już pojedynki m.in. dwu- i dziesięcioosobowe. Zawodnik, aby zwyciężyć, musi przedostać się po linach (zawieszonych na wysokości 15 stóp (≈ 4,57 m)) i zdjąć zawieszony na środku pas mistrzowski lub duży czerwony znak „X”. Użycie drabiny do zrealizowania tego celu jest zabronione, jednak Ultimate X match jest rozgrywany w formule no-disqualification, zatem zawodnicy mogą używać przedmiotów, np. krzesełek do zaatakowania swoich przeciwników. Zdarzają się również interwencje z zewnątrz.

## Historia

### Ultimate X matches
| Lp. | Pojedynek | Stypulacja                                                                       | Wydarzenie Data Miejsce                                                  | Odn.   |
| --- | --- | -------------------------------------------------------------------------------- | ------------------------------------------------------------------------ | ------ |
| 1   | Michael Shane pokonał Chris Sabina (c) i Frankiego Kazariana | Ultimate X match o TNA X Division Championship                                   | Weekly PPV 58 20 sierpnia 2003 Nashville, Tennessee                      | [ 1 ]  |
| 2   | Chris Sabin pokonał Michaela Shane’a (c), Christophera Danielsa i Low Kiego                                                                                          | Ultimate X match o TNA X Division Championship                                   | Weekly PPV 76 7 stycznia 2004 Nashville, Tennessee                       | [ 2 ]  |
| 3   | Chris Sabin (Team TNA) pokonał Peteya Williamsa (Team Canada) i Hectora Garzę (Team Mexico)                                                                          | Ultimate X match o zwycięstwo w TNA World X Cup (2004)                           | Weekly PPV 96 26 maja 2004 Nashville, Tennessee                          | [ 3 ]  |
| 4   | Michael Shane i Frankie Kazarian pokonali A.J. Stylesa (c) | Ultimate X match o TNA X Division Championship                                   | Weekly PPV 105 28 lipca 2004 Nashville, Tennessee                        | [ 4 ]  |
| 5   | Chris Sabin pokonał Elixa Skippera i Sonjay Dutta | Ultimate X match o miano pretendenta do TNA X Division Championship              | The Best Damn Sports Show Period 10 listopada 2004 Orlando, Florida      | [ 5 ]  |
| 6   | A.J. Styles pokonał Peteya Williamsa (c) i Chrisa Sabina | Ultimate X match o TNA X Division Championship                                   | Final Resolution 16 stycznia 2005 Orlando, Florida                       | [ 6 ]  |
| 7   | Christopher Daniels pokonał AJ Stylesa (c), Elixa Skippera i Rona Killingsa                                                                                          | Ultimate X Challange match o TNA X Division Championship                         | Destination X 13 marca 2005 Orlando, Florida                             | [ 7 ]  |
| 8   | Petey Williams pokonał Matta Bentleya (Michael Shane) i Chrisa Sabina                                                                                                | Ultimate X match o TNA X Division Championship                                   | Bound for Glory 23 października 2005 Orlando, Florida                    | [ 8 ]  |
| 9   | Petey Williams pokonał Matta Bentleya i Chrisa Sabina | Ultimate X match o miano pretendenta do TNA X Division Championship              | TNA Impact! 3 listopada 2005 Orlando, Florida                            | [ 9 ]  |
| 10  | Christopher Daniels pokonał Samoa Joe (c) i A.J. Stylesa | Ultimate X match o TNA X Division Championship                                   | Destination X 12 marca 2006 Orlando, Florida                             | [ 10 ] |
| 11  | A.J. Styles i Christopher Daniels pokonali The Latin American Exchange (Homicide i Hernandez)                                                                        | Tag team Ultimate X match o NWA World Tag Team Championship                      | No Surrender 24 września 2006 Orlando, Florida                           | [ 11 ] |
| 12  | Christopher Daniels pokonał Jaya Lethala, Kaza (Frankie Kazarian), Homicide'a, Sonjay Dutta, Shark Boya, Elixa Skippera, Pumę, Senshiego (Low-Ki) i Peteya Williamsa | Ultimate X Gauntlet match o miano pretendenta do TNA X Division Championship     | Victory Road 15 lipca 2007 Orlando, Florida                              | [ 12 ] |
| 13  | The Latin American Exchange (Homicide i Hernandez) pokonali Triple X (Senshi i Elix Skipper)                                                                         | Tag Team Ultimate X match o miano pretendenta do TNA World Tag Team Championship | Bound for Glory 14 października 2007 Atlanta, Georgia                    | [ 13 ] |
| 14  | Team 3D (Brother Ray i Brother Devon) i Johnny Devine pokonali Jaya Lethala i The Motor City Machine Guns (Alex Shelley i Chris Sabin).                              | 6-man Tag Team Ultimate X match                                                  | Final Resolution 6 stycznia 2008 Orlando, Florida                        | [ 14 ] |
| 15  | Volador Jr. (Team Mexico) pokonał Daivariego (Team International), Kaza (Team TNA) oraz Naruki Doi’ego (Team Japan)                                                  | Ultimate X match o zwycięstwo w TNA World X Cup Tournament (2008)                | Victory Road 13 lipca 2008 Houston, Texas                                | [ 15 ] |
| 16  | Suicide (Christopher Daniels) pokonał Alexa Shelleya (c), Chrisa Sabina, Jaya Lethala i Consequences Creeda                                                          | Ultimate X match o TNA X Division Championship                                   | Destination X 15 marca 2009 Orlando, Florida                             | [ 16 ] |
| 17  | Amazing Red (c) pokonał Homicide'a, Danielsa, Suicide'a (Frankie Kazarian), Alexa Shelleya i Chrisa Sabina                                                           | Ultimate X match o TNA X Division Championship                                   | Bound for Glory 18 października 2009 Irvine, California                  | [ 17 ] |
| 18  | The Motor City Machine Guns (Alex Shelley i Chris Sabin) pokonali Lethal Consequences (Jay Lethal i Consequences Creed)                                              | Tag Team Ultimate X match o miano pretendenta do TNA World Tag Team Championship | TNA Impact! 22 października 2009 Orlando, Florida                        | [ 18 ] |
| 19  | Doug Williams (c) pokonał Danielsa, Suicide'a, Amazing Reda i Chrisa Sabina                                                                                          | Ultimate X match o TNA X Division Championship                                   | Live event 30 stycznia 2010 Londyn, Anglia                               | [ 19 ] |
| 20  | The Motor City Machine Guns (Alex Shelley i Chris Sabin) pokonali Generation Me (Jeremy Buck i Max Buck)                                                             | Tag Team Ultimate X match o miano pretendenta do TNA world Tag Team Championship | Destination X 21 marca 2010 Orlando, Florida                             | [ 20 ] |
| 21  | Douglas Williams pokonał Briana Kendricka przez zmuszenie do poddania (submission)                                                                                   | Ultimate X Match o TNA X Division Championship                                   | Victory Road 11 lipca 2010 Orlando, Florida                              | [ 21 ] |
| 22  | The Motor City Machine Guns (Alex Shelley i Chris Sabin) pokonał Beer Money, Inc. (James Storm i Robert Roode)                                                       | Tag Team Ultimate X match                                                        | TNA Impact! 5 sierpnia 2010 Orlando, Florida                             | [ 22 ] |
| 23  | Kazarian pokonał Mr. Andersona | Ultimate X match                                                                 | TNA Impact! 21 października 2010 Orlando, Florida                        | [ 23 ] |
| 24  | Kazarian pokonał Jeremy’ego Bucka, Maxa Bucka i Robbiego E | Ultimate X match o TNA X Division Championship                                   | Victory Road 13 marca 2011 Orlando, Florida                              | [ 24 ] |
| 25  | Alex Shelley pokonał Amazing Reda, Robbiego E i Shannona Moore’a | Ultimate X match o miano pretendenta do TNA X Division Championship              | Destination X 10 lipca 2011 Orlando, Florida                             | [ 25 ] |
| 26  | Brian Kendrick pokonał Abyssa | Ultimate X match o TNA X Division Championship                                   | Impact Wrestling 28 lipca 2011 Orlando, Florida                          | [ 26 ] |
| 27  | Austin Aries pokonał Chrisa Sabina i Zema Iona | Ultimate X match o TNA X Division Championship                                   | Impact Wrestling 14 czerwca 2012 Orlando, Florida                        | [ 27 ] |
| 28  | Zema Ion pokonał Kenny’ego Kinga, Masona Andrewsa i Sonjay Dutta | Ultimate X match o TNA X Division Championship                                   | Destination X 8 lipca 2012 Orlando, Florida                              | [ 28 ] |
| 29  | Kenny King pokonał Zema Iona, Rubixa i Masona Andrewsa. | Ultimate X match o TNA X Division Championship                                   | X-Travaganza 11 stycznia 2013 Orlando, Florida                           | [ 29 ] |
| 30  | Chris Sabin pokonał Kenny’ego Kinga i Suicide'a | Ultimate X match o TNA X Division Championship                                   | Slammiversary XI 2 czerwca 2013 Boston, Massachusetts                    | [ 30 ] |
| 31  | Manik pokonał Grega Marasciulo i Sonjay Dutta | Ultimate X match o TNA X Division Championship                                   | Impact Wrestling 25 lipca 2013 Louisville, Kentucky                      | [ 31 ] |
| 32  | Chris Sabin pokonał Manika (c) Jeffa Hardy’ego, Samoa Joe i Austina Ariesa                                                                                           | Ultimate X match o TNA X Division Championship                                   | Bound for Glory 20 października 2013 San Diego, Kalifornia               | [ 32 ] |
| 33  | Low Ki pokonał Rashada Camerona, Kenny’ego Kinga, Ace'a Veddera, Sonjay Dutta i Tigre Uno.                                                                           | Ultimate X match                                                                 | X-Travaganza 2 12 kwietnia 2014 Orlando, Florida                         | [ 33 ] |
| 34  | The Wolves (Davey Richards i Eddie Edwards) pokonali The Revolution (The Great Sanada i Manik) i The BroMans (DJ Z i Jessie Godderz)                                 | 6-men Tag Team Ultimate X match o TNA World Tag Team Championship                | Impact Wrestling 20 marca 2015 Londyn, Anglia                            | [ 34 ] |
| 35  | Rockstar Spud pokonał DJ-a Z, Kenny’ego Kinga, Tigre Uno, Crazzy’ego Steve’a i Manika.                                                                               | Ultimate X match                                                                 | X-Travaganza 3 15 lutego 2015 Orlando, Florida                           | [ 35 ] |
| 36  | Jeff i Matt Hardy pokonali The Beat Down Clan (Kenny King i Low Ki), Ethana Cartera III i Brama oraz Bobby’ego Roode’a i Austin Ariesa                               | 8-men Tag Team Ultimate X match o TNA World Tag Team Championship                | Impact Wrestling 17 kwietnia 2015 Orlando, Florida                       | [ 36 ] |
| 37  | Tigre Uno (c) pokonał DJ-a Z, Manika oraz Andrew Everetta | Ultimate X match o TNA X Division Championship                                   | Bound for Glory 4 października 2015 Concord, North Carolina              | [ 37 ] |
| 38  | Eddie Edwards pokonał Mike’a Bennetta (c), DJ-a Z, Mandrewsa, Trevora Lee, Braxtona Suttera, Rockstara Spuda oraz Andrew Everetta                                    | Ultimate X match o TNA X Division Championship                                   | Impact Wrestling 5 lipca 2016 Orlando, Florida                           | [ 38 ] |
| 39  | The Helms Dynasty (Trevor Lee i Andrew Everett) pokonali The BroMans (Robbie E i Jessie Godderz)                                                                     | Ultimate X match                                                                 | X-Travaganza 4 26 sierpnia 2016 Orlando, Floryda                         | [ 39 ] |
| 40  | DJ Z pokonał Andrew Everetta, Braxtona Suttera, Mandrewsa, Rockstara Spuda i Trevora Lee                                                                             | Ultimate X match o TNA X Division Championship                                   | Impact Wrestling 1 września 2016 Orlando, Floryda                        | [ 40 ] |
| 41  | Low Ki pokonał Andrew Everetta i Trevora Lee | Ultimate X match o TNA X Division Championship                                   | Impact Wrestling 18 maja 2017 Orlando, Floryda                           | [ 41 ] |
| 42  | Rich Swann pokonał Jake’a Crista, Ethana Page’a i Treya Miguela | Ultimate X match o Impact X Division Championship                                | Impact Wrestling Homecoming 6 stycznia 2019 Nashville, Tennessee         | [ 42 ] |
| 43  | Johnny Impact pokonał Ace’a Austina, Dante Foxa, Jake’a Crista i Pata Bucka                                                                                          | Ultimate X match o miano pretendenta do Impact X Division Championship           | United We Stand 4 kwietnia 2019 Rahway, New Jersey                       | [ 43 ] |
| 44  | Josh Alexander (c) pokonał Ace’a Austina, Chrisa Beya, Peteya Williamsa, Rohita Raju i Treya Miguela                                                                 | Ultimate X match o Impact X Division Championship                                | Slammiversary (2021) 17 lipca 2021 Nashville, Tennessee                  | [ 44 ] |
| 45  | Tasha Steelz pokonała Jordynne Grace, Chelsea Green, Rosemary, Lady Frost i Alishę Edwards                                                                           | Ultimate X match o Impact Knockouts Championship                                 | Hard To Kill (2022) 8 stycznia 2022 Dallas, Teksas                       | [ 45 ] |
| 46  | Trey Miguel (c) pokonał Chrisa Beya, Jordynne Grace, Richa Swanna, Vincenta i Blake’a Christiana                                                                     | Ultimate X match o Impact X Division Championship                                | Multiverse of Matches 1 kwietnia 2022 Dallas, Teksas                     | [ 46 ] |
| 47  | Mike Bailey pokonał Ace’a Austina (c), Kenny’ego Kinga, Treya Miguela, Andrew Everretta i Alexa Zayne’a                                                              | Ultimate X match o Impact X Division Championship                                | Slammiversary (2022) 19 czerwca 2022 Nashville, Tennessee                | [ 47 ] |
| 48  | Bullet Club (Ace Austin i Chris Bey) (c) pokonali The Motor City Machine Guns (Alexa Shelleya i Chrisa Sabina)                                                       | Ultimate X match o Impact World Tag Team Championship                            | Rebellion (2023) 16 kwietnia 2023 Toronto, Ontario, Kanada               | [ 48 ] |
| 49  | Kushida pokonał Alana Angelsa, Jake’a Somethinga, Jonathana Greshama, Kevina Knighta i Mike’a Baileya                                                                | Ultimate X match o miano pretendenta do Impact X Division Championship           | Slammiversary (2023) 16 lipca 2023 Windsor, Ontario, Kanada              | [ 49 ] |
| 50  | Alan Angels pokonał Zachary’ego Wentza, Mike’a Baileya, Richa Swanna, Ace’a Austina i Samuraya Del Sola                                                              | Ultimate X match o miano pretendenta do Impact X Division Championship           | Impact 1000 9 września 2023 (Emisja 21 września) White Plains, Nowy Jork | [ 50 ] |
| 51  | Gisele Shaw pokonała Xię Brookside, Jody Threat, Tashę Steelz, Alishę Edwards i Dani Lunę                                                                            | Ultimate X match o miano pretendentki do TNA Knockouts World Championship        | Hard To Kill (2024) 13 stycznia 2024 Paradise, Nevada                    | [ 51 ] |
| 52  | Zachary Wentz pokonał Mike’a Baileya (c), Rileya Osborne’a, Jasona Hotcha, Hammerstone’a i Laredo Kida                                                               | Ultimate X match o TNA X Division Championship                                   | Emergence (2024) 30 sierpnia 2024 Louisville, Kentucky                   | [ 52 ] |
| 53  | Moose (c) pokonał KC Navarro, Leona Slatera, Matta Cardonę, El Hijo del Vikingo i Sidneya Akeema                                                                     | Ultimate X match o TNA X Division Championship                                   | Rebellion (2025) 27 kwietnia 2025 Los Angeles, Kalifornia                | [ 53 ] |

### Uczestnicy

#### Mężczyźni
| Wrestler                                              | Zwycięstwa | Uczestnictwo |
| ----------------------------------------------------- | ---------- | ------------ |
| Chris Sabin                                           | 8          | 18           |
| Christopher Daniels / 1st Suicide / Daniels           | 5          | 8            |
| Alex Shelley                                          | 4          | 8            |
| Frankie Kazarian / Kaz / 2nd & 3rd Suicide / Kazarian | 3          | 8            |
| Douglas Williams                                      | 2          | 2            |
| Eddie Edwards                                         | 2          | 2            |
| A.J. Styles                                           | 2          | 5            |
| Michael Shane / Matt Bentley                          | 2          | 5            |
| Petey Williams                                        | 2          | 6            |
| Brother Devon                                         | 1          | 1            |
| Brother Ray                                           | 1          | 1            |
| Davey Richards                                        | 1          | 1            |
| Johnny Imapct                                         | 1          | 1            |
| Josh Alexander                                        | 1          | 1            |
| Kushida                                               | 1          | 1            |
| Matt Hardy                                            | 1          | 1            |
| Moose                                                 | 1          | 1            |
| Volador Jr.                                           | 1          | 1            |
| Alan Angels                                           | 1          | 2            |
| Austin Aries                                          | 1          | 2            |
| Brian Kendrick                                        | 1          | 2            |
| Hernandez                                             | 1          | 2            |
| Jeff Hardy                                            | 1          | 2            |
| Zachary Wentz                                         | 1          | 2            |
| Amazing Red                                           | 1          | 3            |
| Chris Bey                                             | 1          | 3            |
| Rich Swann                                            | 1          | 3            |
| Rockstar Spud                                         | 1          | 3            |
| Trevor Lee                                            | 1          | 3            |
| Homicide                                              | 1          | 4            |
| Low Ki / Senshi                                       | 1          | 4            |
| Mike Bailey                                           | 1          | 4            |
| Puma / 4th Suicide / Manik                            | 1          | 4            |
| Trey Miguel                                           | 1          | 4            |
| Ace Austin                                            | 1          | 5            |
| Andrew Everett                                        | 1          | 6            |
| Kenny King                                            | 1          | 7            |
| Zema Ion / DJZ                                        | 1          | 7            |
| Abyss                                                 | 0          | 1            |
| Alex Zayne                                            | 0          | 1            |
| Blake Christian                                       | 0          | 1            |
| Crazzy Steve                                          | 0          | 1            |
| El Hijo del Vikingo                                   | 0          | 1            |
| Ethan Page                                            | 0          | 1            |
| Hammerstone                                           | 0          | 1            |
| Hector Garza                                          | 0          | 1            |
| Jake Crist                                            | 0          | 1            |
| Jake Something                                        | 0          | 1            |
| James Storm                                           | 0          | 1            |
| Jason Hotch                                           | 0          | 1            |
| Jonathan Gresham                                      | 0          | 1            |
| KC Navarro                                            | 0          | 1            |
| Kevin Knight                                          | 0          | 1            |
| Laredo Kid                                            | 0          | 1            |
| Leon Slater                                           | 0          | 1            |
| Matt Cardona                                          | 0          | 1            |
| Mike Bennett                                          | 0          | 1            |
| Mr. Anderson                                          | 0          | 1            |
| Naruki Doi                                            | 0          | 1            |
| Rashad Cameron                                        | 0          | 1            |
| Riley Osborne                                         | 0          | 1            |
| Robert Roode                                          | 0          | 1            |
| Rohit Raju                                            | 0          | 1            |
| Ron Killings                                          | 0          | 1            |
| Rubix                                                 | 0          | 1            |
| Samuray Del Sol                                       | 0          | 1            |
| Shannon Moore                                         | 0          | 1            |
| Shark Boy                                             | 0          | 1            |
| Sidney Akeem                                          | 0          | 1            |
| The Great Sanada                                      | 0          | 1            |
| Vincent                                               | 0          | 1            |
| Braxton Sutter                                        | 0          | 2            |
| Consequences Creed                                    | 0          | 2            |
| Greg Marasciulo / Ace Vedder                          | 0          | 2            |
| Jeremy Buck                                           | 0          | 2            |
| Jessie Godderz                                        | 0          | 2            |
| Mandrews                                              | 0          | 2            |
| Max Buck                                              | 0          | 2            |
| Samoa Joe                                             | 0          | 2            |
| Tigre Uno                                             | 0          | 2            |
| Robbie E                                              | 0          | 3            |
| Elix Skipper                                          | 0          | 4            |
| Jay Lethal                                            | 0          | 4            |
| Sonjay Dutt                                           | 0          | 5            |

#### Kobiety
| Wrestlerka     | Zwycięstwa | Uczestnictwo |
| -------------- | ---------- | ------------ |
| Tasha Steelz   | 1          | 2            |
| Gisele Shaw    | 1          | 1            |
| Alisha Edwards | 0          | 2            |
| Jordynne Grace | 0          | 2            |
| Chelsea Green  | 0          | 1            |
| Lady Frost     | 0          | 1            |
| Rosemary       | 0          | 1            |
| Xia Brookside  | 0          | 1            |
| Jody Threat    | 0          | 1            |
| Dani Luna      | 0          | 1            |